# Крут на Марни
Крут сир Марн (фр. Crouttes-sur-Marne) насеље је и општина у североисточној Француској у региону Пикардија, у департману Ен (Пикардија) која припада префектури Шато Тјери.
По подацима из 2011. године у општини је живело 644 становника, а густина насељености је износила 148,73 становника/km². Општина се простире на површини од 4,33 km². Налази се на средњој надморској висини од 63 метара (максималној 201 m, а минималној 54 m).

## Демографија
| 1962. | 1968. | 1975. | 1982. | 1990. | 1999. | 2011. |
| ----- | ----- | ----- | ----- | ----- | ----- | ----- |
| 551   | 559   | 580   | 565   | 594   | 628   | 644   |

График промене броја становника у току последњих година